# Kawshalya Madushani
Kawshalya Madushani (* 13. November 1995 in Kuliyapitiya; † 24. April 2022 in Dummalasuriya) war eine sri-lankische Leichtathletin, die sich auf den 400-Meter-Hürdenlauf spezialisiert hatte, aber auch im 400-Meter-Lauf an den Start ging.

## Sportliche Laufbahn
Erste internationale Erfahrungen sammelte Kawshalya Madushani 2014 bei den Juniorenasienmeisterschaften in Taipeh, bei denen sie im Hürdenlauf in 1:02,31 min die Silbermedaille gewann und mit der sri-lankischen 4-mal-400-Meter-Staffel in 3:47,86 min auf den fünften Platz gelangte. 2016 nahm sie erstmals an den Südasienspielen in Guwahati teil und gewann dort in 59,87 s die Bronzemedaille hinter den beiden Inderinnen Jauna Murmu und Ashwini Akkunji. Drei Jahre darauf gewann sie bei den Südasienspielen in Kathmandu in 1:00,40 min die Silbermedaille im Hürdenlauf hinter Najma Parveen aus Pakistan und belegte im 400-Meter-Lauf in 55,63 s Rang fünf. Zudem siegte sie mit der sri-lankischen Staffel in 3:41,10 min.
In den Jahren 2016 und 2017 sowie 2019, 2021 und 2022 wurde Madushani sri-lankische Meisterin im 400-Meter-Hürdenlauf.
Madushani starb im April 2022 im Alter von 26 Jahren.

## Persönliche Bestleistungen
- 400 Meter: 54,30 s, 17. August 2019 in Colombo
- 400 m Hürden: 58,16 s, 18. August 2019 in Colombo